# Caryodaphnopsis poilanei
Caryodaphnopsis poilanei är en lagerväxtart som beskrevs av André Joseph Guillaume Henri Kostermans. Caryodaphnopsis poilanei ingår i släktet Caryodaphnopsis och familjen lagerväxter. Inga underarter finns listade i Catalogue of Life.